# Arsenio Martínez-Campos

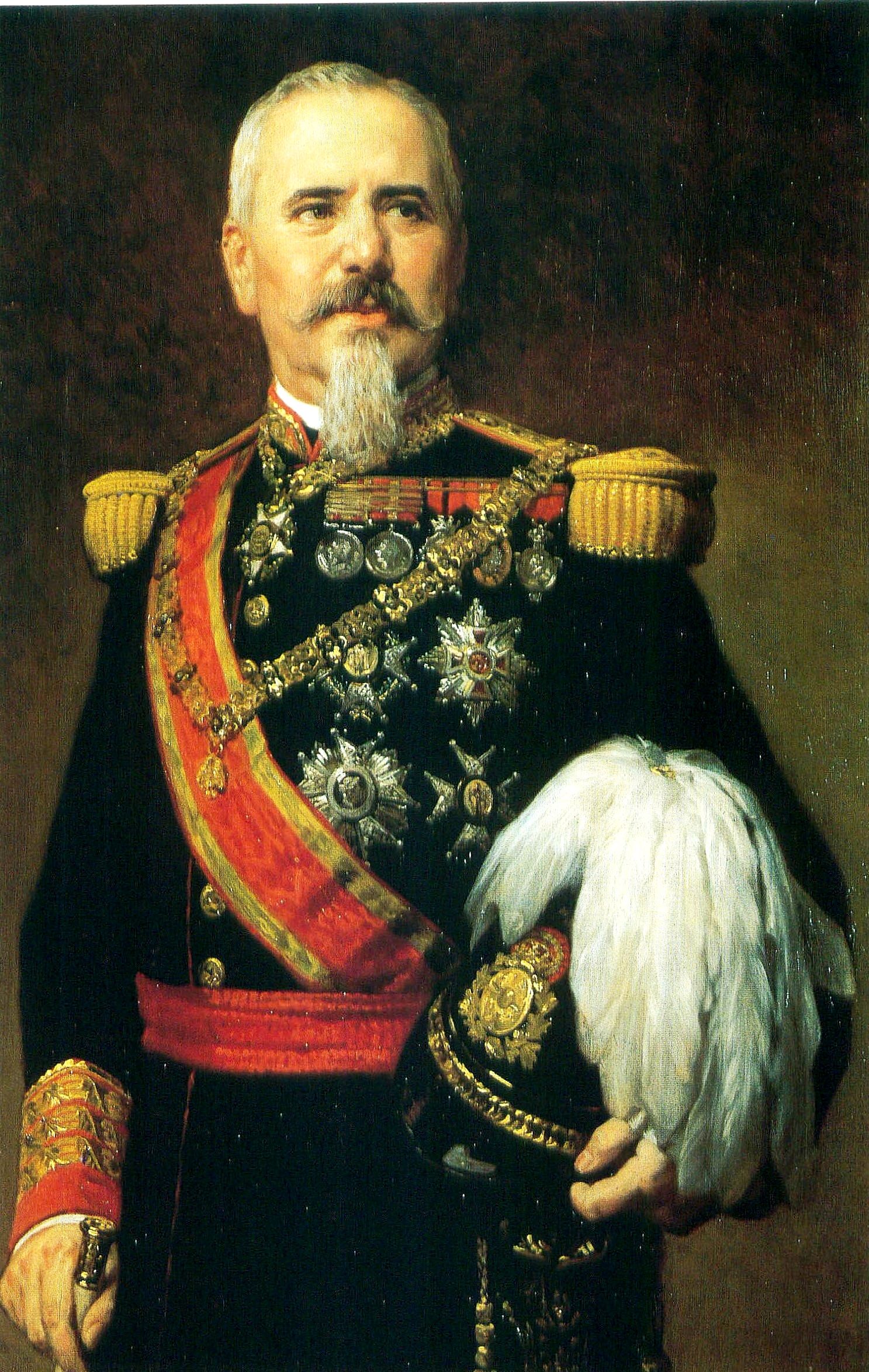
Arsenio Martínez-Campos

Arsenio Martínez-Campos Antón (* 14. Dezember 1831 in Segovia, Spanien; † 23. September 1900 in Zarauz, Spanien) war ein spanischer General.

## Leben
Martínez-Campos wurde auf der Generalstabsschule in Madrid ausgebildet, die er als Leutnant verließ, nahm im Generalstab Leopoldo O’Donnells 1859 am Spanisch-Marokkanischen Krieg teil und wurde in demselben zum Bataillons-Kommandeur befördert.
1864 wurde er im Rang eines Obersts zur Armee nach Kuba gesandt, wo er bis 1870 blieb. Nach Spanien zurückgekehrt, kämpfte er an der Spitze einer Brigade gegen die Karlisten im Norden, wurde nach der Abdankung des Königs Amadeus 1873 wegen seiner feindseligen Haltung gegen die Erste Spanische Republik abgesetzt und verhaftet, aber 1874 wieder freigelassen und an die Spitze einer Division gestellt, mit der er Bilbao befreien half und als der erste am 1. Mai in die befreite Stadt einzog.
Er befehligte hierauf in den Kämpfen von Estella (Ende Juni 1874) das dritte Korps gegen die Karlisten. Durch seine Tapferkeit und seine Erfolge erwarb er sich bei der Armee eine so große Popularität, dass er Ende 1874 in Sagunt den Prinzen Alfons von Bourbon zum König ausrufen konnte.
Alfons XII. ernannte ihn zum Generalkapitän von Katalonien und zum Oberbefehlshaber der Nordarmee; durch den Sieg von Peña de Plata (im März 1876) über den carlistischen Thronprätendenten Don Carlos (VII.) machte er dem dritten (und letzten) Carlistenkrieg ein Ende und wurde zum Generalkapitän der Armee befördert.
1877 übernahm Martínez-Campos den Oberbefehl in Kuba, um den kubanischen Unabhängigkeitskampf gegen Spanien (1868–1898) zu unterdrücken. Im Gegensatz zu seinen Vorgängern (und seinen Nachfolgern) erkannte er, dass der Krieg gegen die Guerilla-Armee der Mambises militärisch nicht zu gewinnen war, sondern nur eine politische Offensive Erfolg versprach. Durch eine militärische Offensive und gleichzeitige Zugeständnisse besonders an die kubanische Zuckerbourgoisie (Frieden von Zanjón 1878) gelang es ihm, die Unabhängigkeitsbewegung zu spalten. Bei einem Treffen zwischen dem kubanischen General Antonio Maceo und Martínez-Campos erklärte Maceo, er werde den Krieg gegen Spanien fortsetzen (Protesta de Baragua); ein Jahr später musste er den Kampf aufgeben. Da der spanische Ministerpräsident Cánovas de Castillo besonders die finanziellen Zugeständnisse ablehnte, trat Martínez-Campos im März 1879 an die Spitze der spanischen Regierung, um die Genehmigung seiner kubanischen Politik seitens der Cortes zu erreichen.

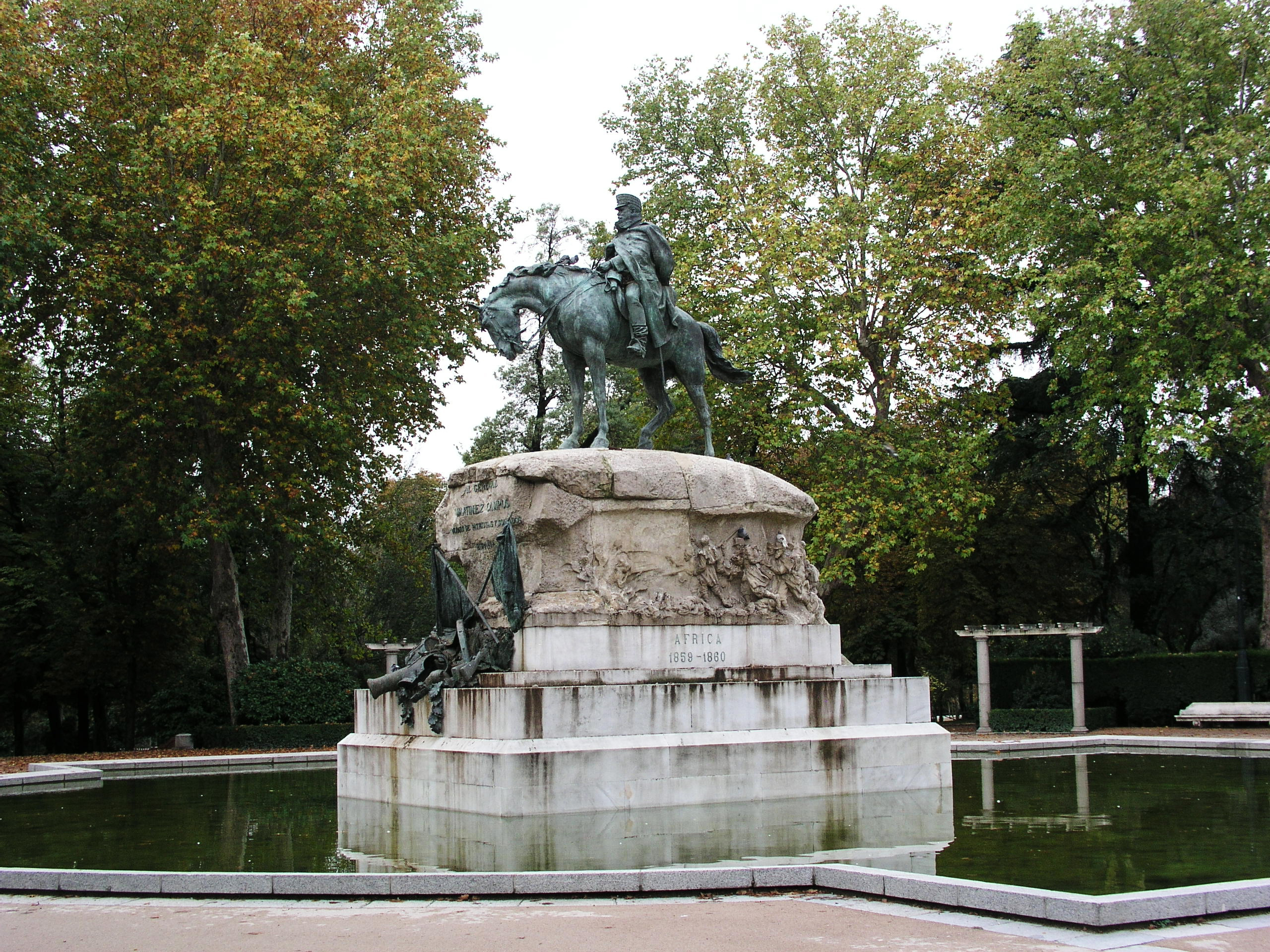
Martínez-Campos-Denkmal in Madrid (Mariano Benlliure, 1907)

Da Die Cortes diese verweigerten, legte Martínez-Campos das Präsidium des Kabinetts nieder, verband sich mit den Konstitutionellen, der 'dynastischen Opposition' unter Sagasta, stürzte seinen Gegner Antonio Cánovas del Castillo 1881 und übernahm dann in der neuen Regierung das Kriegsministerium, das er bis 1883 behielt. 1887 wurde er zum Generalkapitän von Madrid ernannt.
1889 wurde er zum Generalkapitän von Katalonien und überlebte am 24. September 1893 einen Anschlag in Barcelona.
Im November 1893 wurde er zum Oberbefehlshaber der in Melilla gegen die Kabylen operierenden Truppen ernannt (→ Erster Rifkrieg). Er konnte die Kabylen zwingen, Frieden zu schließen, und den Sultan von Marokko, eine Kriegsentschädigung zu zahlen.
Sein rigides Vorgehen gegen Journalisten führte den Sturz des Ministeriums Sagasta herbei. Kurze Zeit später darauf wurde er zur Bekämpfung eines abermals in Kuba ausgebrochenen Aufstandes entsandt. Diesmal ließ sich der Aufstand nicht unterdrücken und die Regierung stimmte den notwendigen Reformen nicht zu. Martínez-Campos wurde daher im Januar 1896 abberufen und saß seitdem im Senat, dessen Präsidium er 1899 bis zu seinem Tode übernahm.
Martínez-Campos starb am 23. September 1900 in Zarauz. Sein Sohn Ramón Martínez de Campos y Rivera wurde am 26. Oktober 1891 von Alfons XIII. in Ansehung der Verdienste seines Vaters zum erblichen Herzog von Seo de Urgel erhoben.